# Let L-410 Turbolet
Dimensions
Le LET L-410 Turbolet est un avion de transport biturbopropulseur non pressurisé de 19 places développé et construit par l'entreprise tchèque Let Kunovice.

## Historique
Son étude remonte à 1966 et le premier vol du prototype (XL-410) a eu lieu le 16 avril 1969. Cet appareil a été présenté au Salon du Bourget 1969.
Il a été construit à 1 100 exemplaires ce qui fait de lui un des biturbopropulseurs à 19 places les plus utilisés dans le monde.

## Variantes
L-410prototype construit en 3 exemplaires ;
L-410Apremière série équipée de turbopropulseurs Pratt & Whitney PT6A-27 ;
L-410ABversion à hélices 3 pales ;
L-410AFversion spéciale photo aérienne pour la Hongrie ;
L-410ASmodèles d'essais pour l'Union soviétique ;
L-410Mseconde série équipée de turbopropulseurs Walter M-601A ;
L-410MUversion avec motorisation améliorée M-601Bs ;
L-410UVPtroisième série avec modifications significatives de la voilure (envergure augmentée de 80 cm, ailerons de dérive placés plus haut. Cette variante UVP a des caractéristiques ADAC (UVP = ADAC en russe).
L-410UVP-Ehélices à 5 pales et moteur M-601Es , plus quantité de carburant emporté augmentée. Le L-410 UVP-E20 est la version certifiée FAA FAR 23 (Amendment 34) ainsi qu'EASA pour l'Europe ;
L-410FGversion photogrammétrie du L-410UVP ;
L-410Tversion fret de l'UVP avec une porte cargo plus large (1,25 m x 1,46 m) : emport de 1 700 kg de fret ;
L-420évolution du L-410UVP-E (motorisée avec deux M601Fs), elle est certifiée FAA FAR 23 (Amendment 41) et EASA.
L-410 NGla dernière version est le L-410 NG motorisé par le GE H85 (en) et sortie d'usine le 15 juillet 2015.
En 2008, il restait encore plus de 300 appareils de ce type en service[Passage à actualiser].

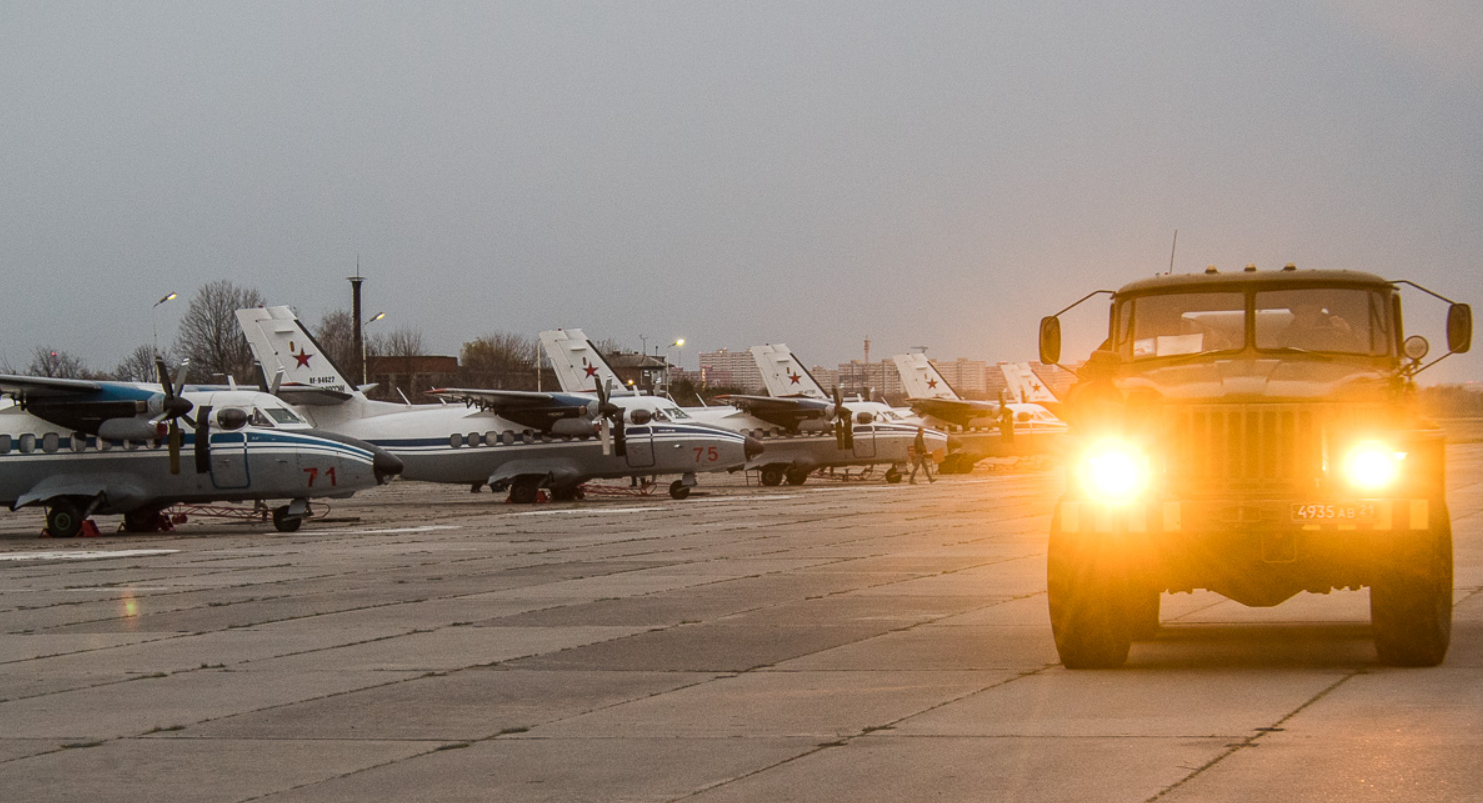
Des Let-140 de l'École supérieure d'aviation militaire de Krasnodar en 2022.

En 2016 à Iekaterinbourg (Russie), le constructeur russe d'aéronefs légers UZGA (en) a commencé la fabrication sous licence de l'appareil dans sa version L-410 UVP E-20. 18 appareils adaptés aux conditions climatiques difficiles devraient être utilisés par les forces spéciales russes.